# Jean Vitel
Jean Vitel, né le 2 novembre 1912 à Toulon (Var) et mort le 13 décembre 2003 à Ollioules (Var), est un homme politique français.

## Détail des fonctions et des mandats
Mandat parlementaire
- 30 novembre 1958 - 9 octobre 1962 : député de la 4e circonscription du Var

Mandats locaux
- 1958 - 1973 : conseiller général du canton de Toulon-1
- 1973 - 1994 : conseiller général du canton de Toulon-3
- Adjoint au maire de Toulon